# Cham-e Dīvān
Cham-e Dīvān (persiska: چم دیوان) är en ort i Iran.   Den ligger i provinsen Lorestan, i den västra delen av landet, 400 km sydväst om huvudstaden Teheran. Cham-e Dīvān ligger 995 meter över havet och antalet invånare är 884.
Terrängen runt Cham-e Dīvān är kuperad åt sydväst, men åt nordost är den platt. Cham-e Dīvān ligger nere i en dal.Runt Cham-e Dīvān är det ganska tätbefolkat, med 72 invånare per kvadratkilometer. Närmaste större samhälle är Vasīān, 4,2 km öster om Cham-e Dīvān. Omgivningarna runt Cham-e Dīvān är i huvudsak ett öppet busklandskap.